# 로메인 알레산드리니
로메인 알레산드리니(프랑스어: Romain Alessandrini, 1989년 4월 3일 ~ )는 프랑스의 축구 선수로, 현재 중국 슈퍼 리그 선전 FC에서 윙어로 뛰고 있다.